# Nitokra hibernica
Nitokra hibernica är en kräftdjursart som först beskrevs av Brady 1880.  Nitokra hibernica ingår i släktet Nitokra och familjen Ameiridae.

## Underarter
Arten delas in i följande underarter:
- N. h. bulgarica
- N. h. hibernica